# Täler der Mittleren Flächenalb
Täler der Mittleren Flächenalb este o arie protejată (sit de importanță comunitară — SCI, arie de protecție specială avifaunistică — SPA) din Germania întinsă pe o suprafață de 5.692,36 ha, integral pe uscat.

## Localizare
Centrul sitului Täler der Mittleren Flächenalb este situat la coordonatele 48°17′53″N 9°30′32″E / 48.2981°N 9.5089°E.

## Înființare
Situl Täler der Mittleren Flächenalb a fost declarat arie de protecție specială avifaunistică în noiembrie 2007 pentru a proteja 3 specii de animale. Situl a fost protejat și ca sit de importanță comunitară în noiembrie 2007.

## Biodiversitate
Situată în ecoregiunea continentală, aria protejată nu include niciun habitat protejat.
La baza desemnării sitului se află mai multe specii protejate de  păsări (3): buha (Bubo bubo), Falco peregrinus peregrinus, pitulice de munte (Phylloscopus bonelli)